# Grevillea mimosoides
Grevillea mimosoides är en tvåhjärtbladig växtart som beskrevs av Robert Brown. Grevillea mimosoides ingår i släktet Grevillea och familjen Proteaceae. Inga underarter finns listade i Catalogue of Life.